# 노바자고라

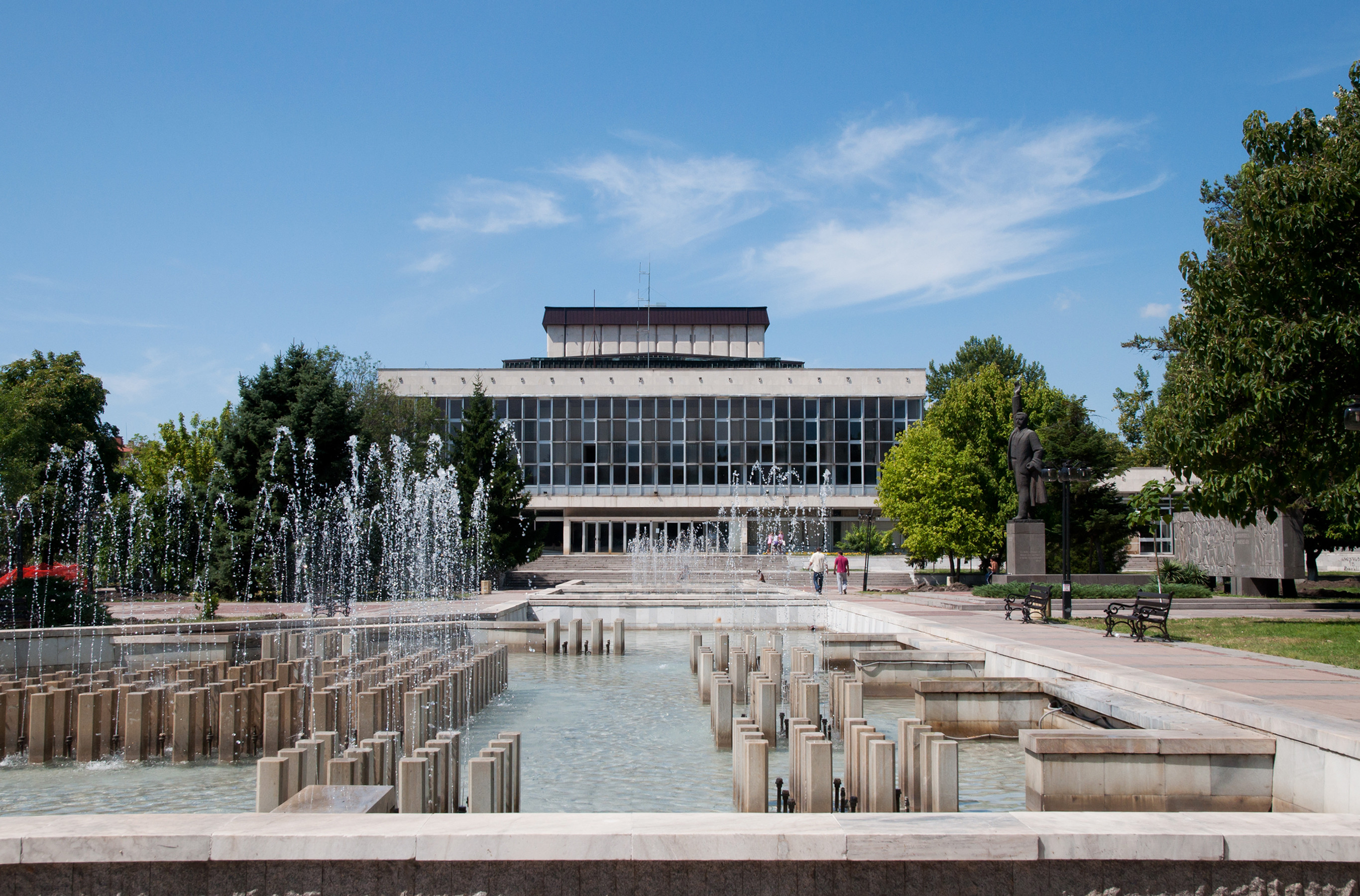

노바자고라(불가리아어: Нова Загора)는 불가리아 남동부에 위치한 슬리벤주의 도시로, 인구는 23,625명(2009년 12월 기준), 높이는 131m이다. 비옥한 지대에 위치하기 때문에 포도와 해바라기, 곡류가 재배된다. 소피아-플로브디프-부르가스 철도가 지나간다.